# Kazkeli, Kırıkhan
Kazkeli là một xã thuộc huyện Kırıkhan, tỉnh Hatay, Thổ Nhĩ Kỳ. Dân số thời điểm năm 2011 là 742 người.